# Teladoc Health
Teladoc Health, Inc., (раніше відома як Teladoc, Inc. і Teladoc Medical Services) — транснаціональна компанія, яка спеціалізується на телемедицині і віртуальному охороні здоров'я; базується в США. Основним продуктом є послуги дистанційної охорони здоров'я, медичні висновки, аналітика, а також послуги ліцензованої платформи.

## Історія
Teladoc була заснована в 2002 році в Далласі, штат Техас, доктором медицини Г. Байроном Бруксом і Майклом Гортоном. Teladoc позиціонує себе як найстаріша телемедична компанія в США. Первісна бізнес-модель Teladoc дозволяла пацієнтам в будь-який час віддалено консультуватися з ліцензованими лікарями. Корпоративні клієнти щомісяця платили фіксовану суму за надання доступу до послуги своїм співробітникам, в той час як пацієнти платили фіксовану суму за кожну консультацію, спочатку від 35 до 40 доларів. Гортон був головою і головним виконавчим директором. Teladoc почав свою діяльність на національному рівні в 2005 році, заявивши про себе на конференції з охорони здоров'я, орієнтованому на споживачів, в Чикаго, штат Іллінойс. До кінця 2007 року у Teladoc налічувалося близько 1 мільйона клієнтів, одним з яких стала корпорація AT&T.
У 2009 році виконавчим директором Teladoc був призначений Джейсон Горевич. Спочатку в грудні 2009 року компанія залучила 9 мільйонів доларів приватного фінансування, 4 мільйони доларів в січні 2011 року і 18,6 мільйона доларів у вересні 2011 року. У тому ж році страхова компанія Aetna почала пропонувати Teladoc своїм клієнтам у Флориді і Техасі, а потім у всіх 50 штатах. У серпні 2013 року Teladoc придбала Consult A Doctor за 16,6 мільйона доларів, що дозволило невеликим компаніям отримати доступ до послуг Teladoc. У той час Teladoc щорічно давала 120 000 консультацій. Teladoc привернула 15 мільйонів доларів у вересні 2013 року, при цьому загальний обсяг державних субсидій компанії на той момент склав 46,6 мільйона доларів.
Реформа охорони здоров'я і захисту пацієнтів в США призвела до того, що з Teladoc стало співпрацювати велике число страхових компаній, в результаті в 2014 році компанія істотно збільшила прибуток. На той час контракти з Teladoc підписали такі страхові компанії, як Blue Shield of California і Oscar Health, а також інші компанії, такі як Home Depot, T-Mobile, CalPERS і Rent-A-Center. У травні 2014 року Teladoc придбала AmeriDoc за $ 17,2 млн. Придбання компаній Consult A Doctor і AmeriDoc, обох основних конкурентів Teladoc, призвело до того, що Teladoc стала одним з найбільших постачальників послуг телемедицини в Сполучених Штатах. Того року лікарі Teladoc дали 299 000 консультацій 8 мільйонам пацієнтів. Продажі послуг Teladoc подвоїлися як в 2013, так і в 2014 році, а у вересні 2014 року Teladoc привернула 50 мільйонів доларів від приватних інвесторів, в результаті чого загальний обсяг фінансування склав 100 мільйонів доларів.
У січні 2015 року компанія придбала BetterHelp за 3,5 мільйона доларів, а в червні 2015 року — Stat Health Services, Inc. (StatDoc) — за 30 мільйонів доларів. У квітні Teladoc почала процес виходу на Нью-Йоркську фондову біржу, в результаті 1 липня 2015 року компанія стала публічною. Teladoc стала першою телемедичною компанією на NYSE, при первинній публічній пропозиції акції Teladoc котирувалася по 19 доларів за акцію, що дало компанії ринкову капіталізацію в 758 мільйонів доларів і вартість підприємства в 620 мільйонів доларів. Початковий результат IPO був позитивним, так як ціна акції зросла на 50% в день виходу на біржу. Через три місяці після IPO медична страхова компанія Highmark, яка приносила 1,5% від виручки Teladoc в 2015 році, відмовилася продовжувати контракт. В результаті акції Teladoc значно впали в ціні.
У січні 2015 року Teladoc придбала постачальника послуг з охорони психічного здоров'я Compile Inc., а в червні 2015 року — конкурента Stat Health Services Inc. У 2016 році Teladoc почала активно розширюватися, набуваючи інші компанії і запускаючи нові відділи: по дерматології, поведінковому здоров'ю і сексуальному здоров'ю. У тому ж році компанія виграла позов про порушення патенту, поданий проти конкурента American Well. У липні 2016 року Teladoc придбала HealthiestYou за 45 мільйонів доларів. До листопада 2016 року у Teladoc налічувалося 15 мільйонів клієнтів, а частка ринку в США становила 75%. Вона також надавала повний пакет послуг в 48 штатах, за винятком Арканзасу і Техасу. У грудні 2016 року Американська асоціація лікарень дала виняткове схвалення технологічній платформі Teladoc. Того року послугами Teladoc скористалися 952 000 пацієнтів.
В 2017 році Teladoc витратив 440 мільйонів доларів на покупку медичної консультаційної фірми Best Doctors, ця угода стала найбільшим придбанням компанії. 28 лютого 2019 року некомерційна група ProPublica опублікувала звіт з критикою таких компаній, як Best Doctors, за продаж нагород для лікарів. У 2017 році у Teladoc було 220 клієнтів зі списку Fortune 1000. Продажі послуг в тому році склали 233 мільйони доларів, що на 89% вище, ніж роком раніше.
Станом на липень 2018 року, Teladoc Health володіла брендами Teladoc, Advance Medical, Best Doctors, BetterHelp і HealthiestYou. Маючи ринкову капіталізацію в 4,1 мільярда доларів 10 серпня 2018 року Teladoc, Inc. змінила назву на Teladoc Health, Inc., продовжуючи торгуватися на NYSE. У серпні 2018 року Teladoc Health почала співпрацювати з CVS Health на дистанційних консультаціях в MinuteClinics. У грудні 2018 року головний фінансовий директор і головний операційний директор Teladoc Health Марк Хіршхорна покинув компанію після звинувачення в сексуальних відносинах і інсайдерській торгівлі з працівником компанії. За даними Yahoo! Finance, вартість акцій упала приблизно на 20% в наступні дні. Інвестори подали колективний позов, нібито Teladoc Health порушила законодавство про цінні папери. Teladoc Health заперечувала наявність помилкових свідчень або будь-яких правових порушень. У червні 2019 року фінансовим директором була призначена Мала Мурті, яка раніше працювала в American Express.
В кінці 2018 року Teladoc Health придбала телемедичну компанію Advance Medical за 352 мільйони доларів, на яку працювали лікарі в Латинській Америці, Європі та Азії. У 2019 була придбана французька медична компанія MédecinDirect. У квітні 2019 року Teladoc відкрила дочірню компанію в Канаді. У травні 2019 року компанія створила організацію по віртуальному забезпеченню безпеки пацієнтів, що отримала назву Інститут безпеки пацієнтів і якості віртуальної допомоги. В даний час штаб-квартира знаходиться в Харрісоні, штат Нью-Йорк. Станом на 2019 рік, компанія працювала в 130 країнах і налічувала близько 27 мільйонів клієнтів. У 2019 операційним директором був призначений Девід Сайдс.
У січні 2020 року Teladoc оголосила, що досягла угоди про придбання InTouch Health за 600 мільйонів доларів.